# Mariedammbrakteaten
Mariedammbrakteaten, med signum Nä 10, är en brakteat av guld med slagna runor längs med yttre kanten. Var och när den hittades är osäkert: fyndet gjordes antingen vid Mariedamm i Lerbäcks socken, sydöstra Närke, eller nära Motala i västra Östergötland. År 1906 kom det till riksantikvarie Hans Hildebrands kännedom att brakteaten ägdes av en fabrikör i Linköping. Den köptes av fabrikören för 75 kronor och placerades i Statens historiska museum i Stockholm samma år.
Mariedammbrakteaten är en så kallad C-brakteat där huvudmotivet är ett människohuvud över ett fyrbent djur. Framför ansiktet finns i detta fall en fågel.
Vid slagningen av brakteaten användes ett för litet bleck, vilket innebar att inte tillräckligt mycket av runraden som fanns på stampen kom med och att texten alltså inte går att tyda. Men vid tillverkningen av brakteaten användes samma stamp som till Vadstenabrakteaten (Ög 178) och inskriptionen kan därmed rekonstrueras. Den lyder:

Translitterering av runraden:
· tuwa tuwa · fuþarkgw : hnijïpzs : tbemlŋod
Normalisering till fornvästnordiska:
Tuwa, tuwa fuþarkgw hnijïpzs tbemlñod''
På samma sätt som Vadstenabrakteaten har Mariedammbrakteaten burits som en skyddsamulett och den tillverkades någon gång under perioden 450-540. Vad tuwa tuwa står för är omtvistat men förmodligen är det en magisk formel och fuþarkgw : hnijïpzs : tbemlñod känns igen som den äldre futharken indelad i sina tre ätter.